# Feodosij (Bilčenko)
Feodosij (světským jménem: Pavel Zacharovič Bilčenko; * 24. prosince 1943, Batumi) je ukrajinský duchovní Běloruské pravoslavné církve a emeritní arcibiskup polocký a hlybokajecký.

## Život
Narodil se 24. prosince 1943 v Butumi do rodiny ukrajinského vojáka.
Roku 1964 dokončil Charkovskou elektromechanickou školu. Po studiu pracoval v různých podnicích.
Roku 1973 dokončil Moskevský duchovní seminář a roku 1978 Moskevskou duchovní akademii, kde také po studiu přednášel.
Dne 4. dubna 1977 byl postřižen na monacha se jménem Feodosij. Dne 19. května byl rukopoložen na hierodiakona a 6. listopadu na jeromonacha.
Roku 1980 byl povýšen na igumena. O tři roky později byl jmenován asistentem inspektora Moskevského duchovního semináře a akademie. Stejného rok byl povýšen na archimandritu.
Od roku 1996 přednášel na akademii homiletiku.
Dne 17. července 1997 jej Svatý synod zvolil biskupem polockým a hlybokajeckým. Dne 9. srpna byl oficiálně jmenován biskupem a 10. srpna proběhla v katedrálním chrámu Zjevení Páně v Polocku jeho biskupská chirotonie. Hlavním světitelem byl metropolita minský a slucký Filaret (Vachromejev).
Dne 24. února 2006 byl povýšen na arcibiskupa.
Na místním soboru Ruské pravoslavné církve roku 2009 navrhl zvolit patriarchu losem, což bylo zamítnuto.
Dne 30. srpna 2019 byl Svatým synodem penzionován. Jako místo pobytu mu bylo určeno město Polock.